# Академія (гандбольна команда)
«ТНЕУ-Енерго» — студентська жіноча гандбольна команда,яка була заснована на базі Тернопільської академії народного господарства.
Розпочала виступи 1974 під назвою «Буревісник».

## Історія
Триразовий срібний призер Спартакіади Міністерства освіти УРСР, срібний призер чемпіонатів ДСТ «Буревісник» (1975—1979), володар Кубка СРСР серед ВНЗ (1977), 5-те місце на спартакіаді ЦР ДСТ «Буревісник» СРСР (1978). 1978-1985 виступала на чемпіонаті 1-ї ліги класу «А» (як команда «Буревісник», потім — «Кристал»). 1981—1983 завоювала бронзові медалі чемпіонатів і Спартакіади УРСР, 1982—1983 — бронзові медалі чемпіонату СРСР.
1999 команда відновлена у ТАНГ під назвою «Академія». Виступала в групі «Б» вищої ліги України. Бронзовий (2001) і срібний (2002) призер чемпіонатів України. Від 2003 виступає у Суперлізі України.
На зараз виступає під назвою «ТНЕУ-Енерго».
Довгий час, тренером команди від 1974 року, був — В. Грабовенко.

## Досягнення
- Чемпіонат СРСР
  -  Бронзовий призер (2): 1982, 1983.

- Чемпіонат УРСР
  -  Бронзовий призер (3): 1981, 1982, 1983

- Кубок України
  -  Фіналіст (1): 2020